# Monceaux-l'Abbaye
Monceaux-l'Abbaye is een gemeente in het Franse departement Oise (regio Hauts-de-France) en telt 167 inwoners (2004). De plaats maakt deel uit van het arrondissement Beauvais.

## Geografie
De oppervlakte van Monceaux-l'Abbaye bedraagt 4,6 km², de bevolkingsdichtheid is 36,3 inwoners per km².
De onderstaande kaart toont de ligging van Monceaux-l'Abbaye met de belangrijkste infrastructuur en aangrenzende gemeenten.

## Demografie
Onderstaande figuur toont het verloop van het inwonertal (bron: INSEE-tellingen).